# Lantmäteriingenjör
En lantmäteriingenjör (förkortning MI) är en ingenjör som utför planläggning, kartläggning och olika rumsliga informationssystem relaterade till fastigheter. Det är möjligt att studera till lantmäteriingenjör vid yrkeshögskolan och vid olika universitet (till exempel: Karlstads Universitet och Aalto-universitetets tekniska högskola). Arbetsgivare kan vara privata företag, kommuner, städer och staten.